# Aralia hispida
Aralia hispida là một loài thực vật có hoa trong Họ Cuồng. Loài này được Vent. mô tả khoa học đầu tiên năm 1801.